# ヒナノ
ぴぴぴぴ ぴなのは、東京都出身の日本のアイドルおよび元プロレスラー。アイドル兼プロレスラーグループ『アップアップガールズ（プロレス）』の元メンバー。

## 経歴
2017年
- 8月12日 - DDTプロレスリングとのコラボレーションによる新プロジェクト、アップアップガールズ（プロレス）オーディションの開催を発表がされ、オーディション合格者として、みう・らく・ひなの・ひかりの4名が発表された。名前をカタカナに変更し、8月27日の＠JAM EXPOでステージデビュー[1]。

2018年
- 1月4日 - 東京女子プロレス後楽園ホール大会にて、ラク＆ヒカリ vs ヒナノ＆ミウ戦でプロレスデビュー。
- 2月12日、愛知・名古屋市露橋スポーツセンター剣道場でのラク＆ミウ戦で初黒星（パートナーはヒカリ）[2]。
- 8月2日、集英社「週刊ヤングジャンプ」主催「サキドル エース SURVIVAL SEASON9」にエントリー。同誌表紙に登場[3]。
- 12月31日、リングネームをヒナノからぴぴぴぴぴなのに改名。

2019年
- 2月23日、新宿FACE大会にてらくからスクールボーイで勝利、これが自身初の自力勝利となる。
- 4月5日、東京・王子Basement MON☆STAR大会を持ってプロレス、およびアップアップガールズ（プロレス）から卒業、芸能界から引退となる。最終戦は「ぴぴぴぴぴなの卒業スペシャル時間差入場バトルロイヤル」で最後の2人に残るも乃蒼ヒカリに敗退[4]。

## 人物
- 血液型はA型[5]。
- アップアップガールズ（2）オーディション落選後、（プロレス）オーディションを受験[6]。アイドル同様にジャッキー・チェンが好きで、下記の得意技名もジャッキーにちなむ。
- 学生時代、柔道やサンボを習っていた。（プロレス）では唯一のデビュー以前からの格闘技経験者。試合中水を口に含んでの酔拳、側転など軽い身のこなしも得意とする[7]。
- 改名については、苗字無しで「ぴぴぴなの」にする予定だったが、いつのまにか「ぴ」が増え「ぴぴぴぴ」が苗字のようになっていたとのこと。「ぴぴぴぴ」のアクセントは平板。

## 得意技
ジャッキースペシャル(仮)
相手の正面から自身の腕を相手の首に引っ掛け、腰で投げる
ダイビングカンフーキック
コーナーセカンドロープからのジャンピングキック
側転アームホイップ
水酔拳
水で酔う
嘘泣き
一本背負い

## 入場曲
上々独擅場

## 出演

### ラジオ
- 真夜中のハーリー＆レイス（2018年7月29日、ラジオ日本）[9]